# YAMATO2520
『YAMATO2520』（ヤマトニーゴーニーゼロ）は、「宇宙戦艦ヤマトシリーズ」の続編として企画・製作されたオリジナルビデオアニメである。

## 概要
初代ヤマトの時代から約300年後の宇宙を舞台に、モノポールおよび超古代異星人の科学文明（ゴーダ文明）の技術を巡る地球連邦とセイレーン連邦の星間戦争に巻き込まれながらも逞しく生きる若者達の冒険を描いた作品。新ヤマトのデザイナーには、シド・ミードを起用。
ヤマトシリーズ第1作（宇宙戦艦ヤマト）の世界観を継承してはいるが、ガミラス帝国をはじめとするシリーズ第1作から完結編までに登場した異星人の星間国家・勢力は登場せず、共に地球を起源とする地球連邦とセイレーン連邦の対立を主として描いている。
全7巻ないし9巻が予定されていたが、製作会社の倒産により3巻までしか発売されなかった。以後再発売は一切されず、2010年から翌年にかけてデアゴスティーニ・ジャパンから刊行された週刊分冊百科『週刊宇宙戦艦ヤマト OFFICIAL FACTFILE』までヤマトシリーズ関係の書籍でも取り上げられることも無かった。ただし、本作製作前に西崎義展と東北新社の間で結ばれたヤマトシリーズに関する著作権等譲渡契約には、西崎が「将来完成させる『YAMATO 2520 VOL.4〜7』等の映像著作物」の対象作品として含まれている。

## ストーリー
星暦2520年、「銀河100年戦争」と呼ばれた地球連邦とセイレーン連邦との戦いに休戦協定が結ばれてから17年後、両陣営の星間軍事境界線の緩衝惑星であるM27球状星団の惑星リンボスから物語は始まる。
リンボスは緩衝惑星であるという建前は存在しているが、その実はセイレーンの軍政下であり純粋なセイレーン人以外の人種の行動は厳しく統制・監視されていた。その様な抑圧された環境下での暮らしを余儀無くされていたリンボスに住む若者達は、セイレーンが張った休戦協定で設定された警戒高度ラインギリギリまで近づくチキンレース（ラインを越えると問答無用で攻撃される）を繰り返していた。そんなある日、郊外に墜落して朽ち果てていた地底戦艦（第17代宇宙戦艦YAMATO）の内部からデータディスクを発見する。
若者達はそのディスク内部に記録されていた設計図を元に、休戦協定に基づき閉鎖状態となっていたセイレーン連邦の自動造船工場のドックにて密かに第18代YAMATOを建造しリンボスからの脱出を計画する。しかしデータディスクには、銀河100年戦争の一因となった超古代異星人の科学文明（ゴーダ文明）に関する情報も記録されており、不幸な巡り合わせとセイレーン連邦皇帝ブローネの謀略によって引き起こされた緩衝惑星での協定違反及び惑星そのものの破壊を皮切りに、第17代宇宙戦艦YAMATOのデータディスク、そしてその内部のゴーダ文明に関する記録を巡って地球連邦とセイレーン連邦は再び銀河系の全宙域を巻き込んだ戦争状態に突入してしまう。
故郷リンボスを失った若者達と第18代YAMATOは、地球連邦の保護下に入るためワープ航法を用いてロココ星宙域に移動、ワープアウトした地点は地球連邦とセイレーン連邦両艦隊の火砲が飛び交う激戦区であり、強制的に戦闘に巻き込まれる。
地球連邦艦隊と共にセイレーン艦隊を撃破したYAMATOは地球連邦艦隊に迎え入れられ、非戦闘員の保護や各種補給・調整を受けた後に第17代YAMATOの存在と使命を知る。そして戦争終結を祈願としてゴーダ文明の謎の解明を主とする任務に就き、ゴーダ文明の本拠地とされる竜座銀河へと向かおうとするが、直後に強力な火力を有するセイレーン勢力に奇襲され機関部に著しい損傷を受ける。ワープ航法が使用不可な状況下で激しい攻撃から逃れるためにロココ星に降下したYAMATOは咄嗟の機転でロココ星地上にあるゴーダ文明の次元運河を起動させ、その内部へと飛び込むことでセイレーン勢力の追撃を逃れ竜座銀河へと旅立った。
これ以降は製作中止のため不明。

## 登場キャラクター

### リンボスの人物

#### メインキャラクター
ナブ・エンシェント
声 - 錦織一清
リンボスの少年グループ（通称「ナブ団」、リンボス・ロココ星調査団由来の難民の子孫を主な構成員とする）のリーダー。閉鎖的なリンボスの環境に鬱屈しており、ハンドメイドのマシンで行う危険なレースなどで憂さを晴らしていた。ある日地底戦艦と呼んでいた沈没艦（第17代YAMATO）の内部からデータディスクを手に入れたことを機に、2大星間連合の覇権争いに巻き込まれていくこととなる。第18代YAMATOでは戦闘班長（ロココ星域戦までは副長）を担当。
セイレーンの教育に馴染めないこともあって素行の悪い生活を送っており、初期のリキヤードやシマ、初対面時のレノンなど上から目線の大人やエリート志向の人物には反発する傾向があったが、相手が肩書きに相応しい行動をとったり口だけの人物でないとわかれば素直に接するようになる。セイレーンに対する知識に乏しい一方、機械に対する理解は早くYAMATOの艦内工場の操作を行って乗組員の制服の作成なども行っている。
マーシィ・シマ
声 - 桜井智
ナブの幼馴染。セイレーン規格のコンピュータに精通している。第18代YAMATOではコンピュータオペレーターとして情報入力・解析を担当。
ロココ星の遺跡において意識を失い、精神生命体となったゴーダ人と意識下で会話し次元運河の存在を教えられる。それ以降、ゴーダ文明の情報端末の操作が可能になったことからオペレーター席の下部に移設されたゴーダ文明端末の管理・操作も任される。シマの孫娘として育てられたが、実の孫ではない模様。
アガ・セリーヌ
声 - 松本保典
もう一方の少年グループ（通称「アガ団」、アガ団の構成員の多くは最初期のリンボス入植民の家系である）のリーダーでナブとはライバル関係。リンボスに最初に入植した集団の家系で100年戦争の影響で住み着いた世代の子孫（主にナブ達）に反感をもち傍目にはくだらない張り合いを繰り返しているが、マーシィには惚れている。不器用な性格だが、ナブよりは処世術には長けており、いざという時には礼儀正しく振舞うことも出来る。
リンボスと言う惑星に縛られ続ける人生に反抗し、宇宙に合法的に出られる機会であるセイレーン軍士官学校への入学を希望していたが、一般兵への志願ならともかく士官学校には（純血の）セイレーン人以外は入学できないと知り、ナブ達と協力してYAMATO建造に参加することを決意する。モノポール機関の知識に詳しく、第18代YAMATOでは機関長を担当。
トーゴー・シマ
声 - 永井一郎
ナブとマーシィの保護者で解体屋を営む老人。若い者たちに対して押さえつける物言いが多いがセイレーンの役人などには腰の低い態度であるため、ナブには軽く見られている。かつては地球連邦軍の軍人だったというがその正体はリンボスに沈んだ戦艦・第17代YAMATOの艦長だった。第18代YAMATOでも艦長を務める。
艦長として名乗りを挙げた後も緊急時以外は一歩引いた態度を貫いていたが、ナブたちが自分たちでりゅう座銀河を目指すことを決めると、伸ばしていたヒゲを剃り落として自らの身元を明かし、年長者として力を貸すことを宣言する。

#### ナブ団メンバー
Vol.0『銀河100年戦争』および1 - 3巻中で所属が明言された者達のみを記述する。
コンマン
声 - 結城比呂
ナブのグループに所属する少年。地球製コンピュータの操作に長けており、旧式なら軍用のものでもセキュリティを突破できる技能を持つ。地底戦艦（第17代YAMATO）から見つけたデータディスクの解析を行った。
フリック
声 - 中村大樹
ナブのグループに所属する少年。顔に大きな傷がある。エンジンなど機械関係に詳しく第18代YAMATOでは機関制御室を監督している。
ピート
声 - 林延年
ナブのグループに所属する少年。肥満体型。第17代YAMATOの設計図を見て、「宇宙船が造れるんじゃないか?」と発言し、ナブを閃かせた。
ゴリ
声 - 真柴摩利
ナブのグループに所属するの少女。並みの男性より大柄ながっしりした体格で、三つ編みのおさげがトレードマーク。肝っ玉が据わっている。

#### アガ団メンバー
Vol.0『銀河100年戦争』および1 - 3巻中で所属が明言された者達のみを記述する。
トンベ
声 - 山口健
アガ団の一人で、刈り上げと鋭い目つきがトレードマーク。第18代YAMATOではフリックの下でカールと共に機関制御を担当。
ジョグ
声 - 茶風林
アガ団の一人で、少々肥満気味の体型にニット帽がトレードマーク。
ストック
声 - 石井康嗣
アガ団の一人で、大柄な体格にサングラスがトレードマーク。
モアイ
声 - 石井健嗣
アガ団の一人で、イースター島のモアイ像に似た顔つきをした筋骨隆々な男性。
エミリオ
声 - 堀内賢雄
サングラスとアフロヘアがトレードマークの色黒の少年。音楽好き・ダンス好きで常に踊っている。
スピード
声 - 千葉繁
兵器類に詳しく、第18代YAMATOでは火器管制を担当。また、ロココ星宙域にワープアウトした際にはエミリオと共に艦載機で無断出撃もしている。

#### リンボスの少年少女
マキ
声 - 三石琴乃
アガとはバイト仲間だが、ナブ一派に協力して廃ビルに拵えた棲み処の空きスペースにセイレーンの倉庫から横流しした物資を一時預かっていた。かつて兄がセイレーン軍士官学校を受験したが、前述の理由で落とされており、そのことをアガに教えた。セイレーン人とリンボス移民の混血であり外見的にはセイレーン人の特徴（極度に白い肌と紫色の虹彩）が見られる。トレードマークは右腕上腕部の「ハートに矢」のタトゥー。リンボス崩壊に際してはアガと共に言いようのないショックを受けていた。
企画段階では頭髪は黒であった。
ボブ
声 - 林延年
ハチマキ
声 - 中博史
ケムシ
声 - 千葉一伸
ドク
声 - 千葉一伸
カール
声 - 岡野浩介
エラの張った顔つきの少年。第18代YAMATOではフリックの下でトンベと共に機関制御を担当。
ローズ
声 - 岡村明美
金髪のショートボブが特徴の少女。コンマンの姉であり、彼が頭の上がらない人物。リンボスにいた頃は医学生であり、第18代YAMATOでは医務室の管理担当となる。
ミミ
声 - 岡村明美
茶髪のショートヘアーと鋭い目つきが特徴の少女。第18代YAMATOでは艦の姿勢制御を担当。マーシィの友人の一人。
スーシャ
声 - 吉田古奈美
帽子とポニーテールがトレードマーク。マーシィの友人の一人。
メガネ
声 - 置鮎龍太郎
気の弱い少年。リンボスでの戦闘において、自身が人を殺したことに怖気づく。第18代YAMATOでの担当部署は安定せず、副砲管制を担当していたりレーダーを担当していたりする。マーシィほどではないが彼もセイレーン規格のコンピュータに精通している。
中々にロマンチストらしく、かつて銀河を席巻したゴーダ文明に興味をもっており、「ゴーダおたく」とも呼ばれている。

### 地球連邦の人物
シュミット大佐
声 - 山口健
ロココ星に駐留している地球連邦宇宙軍第7艦隊の司令。シマとは旧知の仲。
トンプソン
声 - 成田剣
シュミットの副官。
レノン・オサリバン
声 - 子安武人
地球連邦第9士官学校第54期訓練生。セイレーン艦隊がロココ星を奇襲した際に戦闘機で出撃。戦闘宙域に急遽ワープアウトした第18代YAMATOに接触しそうになるが緊急回避した。戦闘中、自機に被弾するもスピードとエミリオに助けられ18代YAMATOに緊急着陸をした。ブリッジまで上がってくるが、まったく統制が取れていない上に艦の機能を生かしきれていない艦橋に驚きつつも緊急時と言うことでメガネより端末を奪いYAMATOを戦闘モードに移行させ各種管制を担当した。ロココ星から発進する際にシュミットの厚意で他の訓練生と共にYAMATOに乗り込む。正式乗艦後のYAMATOでは副長を担当。戦闘中、鼻で笑うなど自分の戦闘能力に自信を持っている。
坂本博士（さかもと - はかせ）
かつてロココ星のゴーダ文明遺跡を調査・研究していた科学者。故人。
実はナブの父親である。トーゴーらとともに第17代YAMATOでゴーダ文明の本拠地へ向かおうとしていた。死亡の経緯は不明。

### セイレーン連邦の人物
リキヤード少佐
声 - 神谷明
セイレーン軍リンボス駐留部隊副司令。セイレーン軍士官学校を首席で卒業し将来を嘱望されたエリートだったが「弱者に甘くなる傾向がある」との評価から左遷されリンボスに派遣されている。ナブ達の境遇にも理解を示す話の判る人物で地球との戦いをなんとか回避しようとするが失敗する。
リンボス崩壊時に民間人に紛れてYAMATOへ密かに乗艦し脱出するが、リンボス崩壊の原因となったYAMATO、そしてナブ達の行動を発見・制止できずにYAMATOを生み出させてしまった自身に対して激しい怒りを持ち、緊急脱出用ポッドを無断使用してYAMATOから脱出する。脱出後にセイレーン軍に救出され皇帝勅命によりYAMATO討伐専任の責任者に任命される。再び軍務に就いた際に性格は冷酷非情となっており、YAMATO撃沈に執念を燃やすが、遺跡の超長距離転移装置を使われて取り逃がす。
パッカード少尉
声 - 梅津秀行
リンボス駐留部隊の士官。エリート主義の悪い面を体現したタイプ。トーゴーを怪しみ、調査を命じる。アメシスのことも怪しんでいたが、ブローネの末子と知り、驚愕して非を詫びる。最初から自身の腹は傷まない取引でアガを騙したりした。
第18代YAMATOの発進を阻止するべく軍を率いてドックに侵攻するが、発進を阻止することはできず、その後YAMATO発進を阻止すべくリキヤードによって発射された大型ミサイルの攻撃に巻き込まれて戦死する。
アメシス少尉
声 - 麻上洋子
ブローネの末子。リキヤードに入れ込んでいるがプライドが高く、一度は自身を袖にしたリキヤードの頬を張るほど強気。セイレーン軍に復帰したリキヤードと共にYAMATOを追うが、遺跡の超長距離転移装置を使われて取り逃がす。
下士官
声 - 岩永哲哉
兵士
声 - 北島淳司
レーダー担当兵士
声 - 河合義雄
スラウザ少佐
声 - 若本規夫
皇帝親衛隊長。階級は少佐。ブローネからの勅命（実際はアメシスの命令）により、リキヤードをYAMATO討伐専任の責任者に任命する。
マスカネン元帥
声 - 中田浩二
元帥。中央科学局長官でブローネの地球脱出以来の同志。270年間ブローネの体をメンテナンスしている。
ネロス司令官
声 - 飯塚昭三
外宇宙軍総司令官。ロココ星方面への攻撃の勅命を受けるも、第1次攻撃が成功しなかったため、ブローネの不興を招く。
ブローネ皇帝
声 - 伊武雅刀
セイレーン連邦皇帝。天才科学者だが、優性人種覇権主義を提唱したため「ネオ・ファシスト」として迫害を受け、額に傷を負いながらも同志と共に地球を出奔。セイレーン連邦を建国して皇帝となる。クローン代謝処置により長寿となっている。セイレーン側のゴーダ文明研究の第一人者でもある。

### その他
コンピュータボイス
声 - 高島雅羅
古代宇宙人
声 - 高島雅羅
ナレーション
声 - 広川太一郎
ヤマト
ロココ星の遺跡に取り残されていた犬。ロココ星の遺跡の端末を操作した時に出現した竜座銀河の映像を知らせるために遠吠えで知らせるなど賢い面が描写されている。トーゴー・シマ曰く「飼っていた犬にそっくり」とのこと。それが縁でYAMATO乗組員となる。

## 登場メカ
特に言及がない場合、「YAMATO」は第18代YAMATOを示すものとする。

### 無所属
第18代宇宙戦艦YAMATO
ナブによる命名は「コスモアドベンチャー式スーパー宇宙戦艦」で曰く「宇宙最強の戦艦」。艦長はトーゴー・シマ。
少年達の手により、銀河100年戦争末期の終戦間際に沈没した地球連邦艦隊旗艦第17代宇宙戦艦YAMATOの設計データを元に、惑星リンボスのセイレーン軍宇宙戦闘艦造船工場（要は巨大な3Dプリンターであり、設計データがあれば全自動で金属粒子から艦体（エンジンや武装や艦載機は別に用意する）を建造してくれる）にて秘密裏に建造された。その際、セイレーンの規格に合うように改設計されている。主機関にセイレーン製モノポールエンジンを1基、補助機関にはセイレーンに鹵獲されていた地球製波動エンジンを2基採用している。ナブ曰く「波動モノポールエンジン」だが、実際には工場内にモノポールエンジンの起動装置が無かったために研究用に鹵獲されていた波動エンジンを代用品として使うという泥縄的システムであり、慎重に起動試験を行う予定であったが、造船工場を突き止めたセイレーン軍の襲撃があったため緊急発進を敢行することとなる。だが、肝心のモノポールエンジンが中々起動せず、セイレーン軍に船台を破壊されて艦が台から落下した衝撃によって初めて起動した。リンボス脱出後もエンジン出力は安定せず、ロココ星基地において修理・調整を受けた結果、漸く使い物になるレベルになった模様。艦外見および技術的にも地球製とセイレーン製との折衷となっている。第17代YAMATOと比較した場合、こちらはセイレーンの技術が各所に加えられ、性能が大幅に向上している。戦闘時には内部端末より「戦闘モード」に移行することでエネルギーを効率的に兵装・姿勢制御機関に回すことが出来る。その際、艦内照明の使用は必要最小限のものに限定される。
その特殊な建造経緯から、地球連邦軍にもセイレーン連邦軍にも所属しておらず正確には軍艦ではない。故に第18代というのも地球連邦軍に正式に公認されたものではない。ナブとその仲間の民間人と、地球連邦軍より厚意で派遣された士官候補生達によって運用されているほか、操船用アンドロイドも多数配置されている。軍籍に入っていないが、地球連邦に協力して第17代YAMATOの任務を引き継いでおり、逆にセイレーン連邦とは敵対関係にある。
通称、「第18代ヤマト」「18代ヤマト」「2520ヤマト」。
諸元
- 全長：約400 m
- 機関
  - 主機：モノポールエンジン：1基
  - 補機：波動エンジン：2基

- 兵装
  - 艦首マルチモード波動砲：1門 - プラズマ波動砲（収束/拡散モード）・超波動砲（モノポール砲）・ツインノヴァ波動砲（波動・モノポールの融合砲）に切り替え可能。
  - 主砲：3連装プラズマショックカノン：12基 - 前部は上下に2列8基、後部は上下に2列4基。
  - 副砲：3連装プラズマショックカノン：4基 - 上部のみ、艦橋前後に2基ずつ装備される。
  - 副砲：2連装プラズマショックカノン：2基 - 艦橋後部の両弦ウイングに装備。
  - 副砲：3連装移動式プラズマショックカノン：2基 - 艦橋前後部中央部に装備。艦体より分離し、攻撃機としても使用可能で小型ミサイルやパルスレーザーも搭載。遠隔操作の際は波動爆弾としても使用可能らしい。
  - 恒星間弾道弾（次元跳躍ミサイル）
  - 対空連装パルスレーザー砲・ミサイルなど：多数
  - 艦載機：SR-1型や探査プローブ、ランチなど他多数

### 地球連邦のメカ
ブルーノア
第7艦隊の旗艦を務める巨大宇宙空母（航空戦艦）。YAMATOが出現するまでは、臨時で「第18代YAMATO」を名乗っていた。
通常の波動砲のほか、ホーミング波動砲やプラズマショックカノンなどを複数装備している。次元潜航能力も有しているが、劇中では潜航するシーンはない。
後年に公開された『宇宙戦艦ヤマト 復活篇』にも登場。そこでは『初代ヤマトが現役の時代に作られた宇宙空母と同一艦』と描写され、希少かつ、就役当時は地球防衛軍（本作では地球連邦軍へ改称されている）随一の性能を誇った艦故に、本作の年代まで300年もの間、改修を重ねつつも高い性能を維持し続け、現役であった。なお、本作の時点で300年間運用され続けているという設定は存在した模様。設定画に全長800ｍクラスとの記載があるが、「復活篇」時の全長が凡そ450ｍクラスであるため倍近く大型化していることになる。
宇宙ステーション（ロココ星駐留軍拠点）
第7艦隊の拠点となる超大型宇宙船。休戦期はロココ星の遺跡調査のベースキャンプ地としての役割も担っていた。基地のワープ機関は指揮下の艦隊を引き連れてワープできる。居住ブロックにも独立したエンジンとワープ機関を備えており、切り離しての航行が可能。
戦闘が激化したことにより第1・第4艦隊が壊滅、その他の艦隊も大打撃を受けたことにより艦隊の再編成・援軍政策の一環として臨時の艦隊司令本部となる。セイレーン軍との艦隊戦後、ブルーノアや多くの構成艦と共にワープ航法にて戦闘宙域へ赴く。居住ブロックはリンボスからの避難民や非戦闘員を乗せて地球に向かうためのワープに入ろうとしていたが、リキヤードの指揮する潜宙艦による雷撃を受けて轟沈した。
第17代YAMATO
休戦間際の星歴2502年、ロココ星方面の地球連邦艦隊旗艦として建造された。地球連邦側の船籍番号はEH2502。ナレーションではドレッドノート型戦艦とされているが、後述のドレッドノート型とは形状が異なっている。カラーリングは初代ヤマトのものを踏襲し両舷に白地の錨マークを施している。
銀河100年戦争休戦直前、ロココ星の遺跡のデータを記録しゴーダ文明の本拠地へ向かうべく発進した直後にセイレーン艦隊の襲撃を受け撃沈。惑星リンボスに墜落し、半ば地中に埋没する形で朽ち果てていた。しかし、コンピュータルームは生き続けており、内部へ侵入したナブ達がデータディスクを持ち出した。
ドレッドノート型戦艦
地球連邦の主力戦艦。艦首波動砲を有する。

### セイレーン連邦のメカ
黎明期の構成員が技術畑のエリート層が中心なだけあって、建国時点でも技術面においては地球のものと比較して若干の優位性を持つ。
当初から地球を仮想敵としていたため、100年戦争開戦時には標準的な地球艦を上回る戦力を整えていた。原則としてモノポール機関を採用していることが最大の特徴である。
セイレーン連邦内で使われている技術は地球連邦の製品との互換性・規格の換算法は確立されているが皇帝ブローネの方針により地球連邦製品との共存といったものは考慮されておらず、特に波動エンジン等、地球の宇宙開発の中心を担ってきた技術や機関は憎悪の対象となっているために連邦内で用いられることは非常に稀である。
アメシス艦
劇中アメシスが乗艦した艦で、2種類登場する。
1種類目はリンボスに視察に来た際に乗艦していた艦で、グリフォン恒星系での軍艦の航行が禁じられていることから、外見上は輸送船のような形状をしているものの武装面においては高度に隠蔽されつつも標準的な戦闘艦のものと遜色ない。発進してきたYAMATOを攻撃するが逆に撃沈される。艦橋とその周辺部分がそのまま脱出船として離脱できる構造となっている。
2種類目はロココ星域戦でアメシスが乗艦していた艦。艦体色は赤を基調とし、1隻の本体と2隻の盾船で構成されている。本体の形状はドレッドノート級に似ているが、艦首中央にモノポール砲を装備している。
盾船は非常に強固な装甲を有しており、YAMATOの主砲斉射に、損傷しつつも耐え切っている。
ロココ星域戦で第7艦隊と別れたYAMATOを襲撃。ロココ星のゴーダ文明の遺跡に逃走していくYAMATOを追撃したが、後一歩のところでゴーダ文明の次元運河に突入されて取り逃がす。
ドレッドノート型戦艦
セイレーン連邦の主力戦艦。地球連邦の艦と同一級名だが、全く別種の艦。円盤状の艦体の左右に大型の砲身を備えている。
性能面では地球連邦のドレッドノート型より若干高く、100年戦争開戦時の戦闘では地球側のプラズマショックカノンをバリアで数発防いでいる描写がある。
潜宙艦
ロココ星域戦でリキヤードが乗艦していた艦。大型の艦艇で、艦首にモノポール魚雷発射管を備えている。
ロココ星域での戦闘開始直前、YAMATOに奇襲をかけようとするが、民間人を収容して地球へ向かうべく分離されたロココ星基地の居住区画が偶然間に入る。「地球」と名のつくものを全て見逃そうとしないリキヤードの指示により、居住区画をモノポール魚雷で攻撃して破壊し、両軍艦隊の間に戦端が開かれる。
戦闘終了後、アメシス艦と共にYAMATOを襲撃するが、後一歩のところで取り逃がした。
ミサイル艦
リンボスからのワープアウト後のYAMATOを執拗に攻撃してきた緑色を基調としたカラーリングの戦闘艦で、大型の宇宙用対艦ミサイルを多数装備。戦闘経験の未熟な少年少女達の扱う第18代宇宙戦艦YAMATOに対して有利な立ち回りをしていたが、レノンによりYAMATOの戦闘モードへの変更がなされるとその機動力に翻弄され、主砲の餌食となる。

## 登場勢力・登場天体
地球連邦
23世紀の宇宙大航海時代、そして各星系に根付いた植民地星と地球の独立戦争を経て独立権を獲得した植民地星と地球の間に西暦2345年に結成された恒星間連邦国家。略称はE.F (Earth Federation)。結成の際に旧植民地星は地球と同等の権利を獲得し、表面上は地球と連邦に所属する各惑星は対等の関係にある。
モノポール文明を築いたセイレーン連邦に対しても連邦発足時に同盟を打診するも拒否され、以降対立関係が明確となる。
セイレーン連邦
西暦2283年、優生学的思想に基く「優性人種覇権主義」を提唱し、「ネオ・ファシズム」と呼ばれ迫害された天才科学者ブローネとその同志達が地球連邦の勢力圏を離れ、10年間の漂流生活を経て西暦2293年に六分儀座C銀河にてモノポールの充満する星域を発見、そこに人工的に建造した首都星を中心とした連邦国家。
地球連邦と異なり人種による格差が明確に設定されており、連邦を構成する各星系最上位階はブローネの直系ないし優性人種覇権主義に賛同し共に地球を脱出した同志の親類子孫で構成されている。思想の中心メンバーであったブローネは齢292歳を迎えてなお皇帝として君臨し続けている。また同志としてブローネに認められた最上位階の構成員も皇帝であるブローネと同様の延命措置を受けており、存命しているものは作中時間（星歴2520年）においても現役で要職に就いている。
地球連邦の波動エネルギー文明に対し、モノポールをエネルギー源とした文明であり、モノポールを利用することで元々は人類の生存に適さない首都星の環境に人工太陽を設置、居住可能にしている。またセイレーンの象徴として本星の基礎構造やモニターなど各所に正七角形をモチーフとした意匠を用いている。
一方でモノポールによる身体調整の影響からセイレーン人は身体的特徴として肌は異常に白く目の虹彩は紫色と言う特徴的な外見に変質してしまっている。変質は世代を経ても有効で他人種との混血にもセイレーン人の外見的特徴が現れる。
ブローネの勅命により「地球」と名の付くものの殲滅を基本方針としており、自文明の技術のみならずゴーダ文明の技術すらも貪欲に接収・利用し、地球連邦と対立している。
なお、六分儀座C銀河は宣伝ビデオの内容から天の川銀河の伴銀河であるろくぶんぎ座矮小楕円体銀河 (en:Sextans Dwarf Spheroidal) と推測される。地球からの距離は65万光年。
ゴーダ文明
かつて銀河系に栄えたという超古代文明。その科学力は人類のものとは比較にならないほど高度な次元にあり、遺物に恒星を一撃で破壊する砲や次元運河などが存在する。現在ではゴーダ人は精神生命体となって宇宙を見守っている。
竜座銀河
古代ゴーダ文明の本拠地があると推定される。宣伝ビデオの内容から、天の川銀河の伴銀河であるりゅう座矮小銀河 (en:Draco Dwarf) と推測される。地球からの距離は25万光年。

M27球状星団
銀河100年戦争の主戦場。モノポールが豊富に存在している。150年ほど前に地球連邦によって開拓された。
なお、実在のM27は亜鈴状星雲と呼ばれる惑星状星雲である。
ロココ星
地球連邦に属する惑星。地球連邦の所有下にある古代ゴーダ文明の遺跡の中でも最大級の規模の遺跡がある。
グリフォン恒星系
星団の一恒星系。100年戦争休戦後、リンボス星にセイレーン軍が、ワグア星に地球連邦軍が駐留している。休戦状態維持のため、星域では一切の軍事行動に該当・抵触する行為を禁じられており、軍艦が航行することすら禁止となっている。
惑星リンボス
ナブ達の出身星。元々は地球連邦の移民者によって開拓された星であったが、24世紀末に地中にモノポールが含まれていることが判明すると地球連邦所属の多くの移民船団が殺到し、同時に地球連邦の技術者集団もモノポールの研究の為に派遣された。急速な人口爆発を経てタウンの拡大化が進んだが、その動きが結果としてセイレーン連邦側からも注目される原因となってしまう。
星歴2405年に銀河100年戦争が勃発すると両陣営の戦闘艦の墜落や流れ弾、またモノポールが産出することからセイレーン連邦の占領と無理な採掘により急速に環境が破壊されると共に多くの住民が惑星外に脱出する。しかし、一方で宇宙に脱出する術を持たない者達が取り残されタウンの治安は急速に悪化、難民問題が深刻化する。
休戦後は緩衝惑星として両陣営に設定されるも、実際はセイレーン軍による占領が続く。結果として星歴2405年時から駐留しているセイレーン軍、特に純血のセイレーン人の権威が強い状況が続いていた。
本編ではロココ星より出土したゴーダ文明の本拠地のデータが入ったYAMATOのディスクを破壊しようとしたブローネの策略により、秘密裏にモノポール爆弾を仕掛けられる。その後の第18代YAMATOの騒動によりワグア星駐留の地球連邦軍よりミサイル攻撃を受けた際に、モノポール爆弾も爆発。第18代YAMATOが市民を乗せ離脱した後、惑星そのものが爆発した。
銀河100年戦争の戦乱の中心となった星であるため、地上には地球連邦・セイレーン連邦を問わず多くの戦闘艦の残骸が野ざらしとなっている上に戦争による環境破壊が深刻で地上の樹木は立ち枯れて悉く白化し、住民は休戦後に戦禍を逃れた居住ドーム（オサカシティドーム）内での生活を余儀なくされるほどに荒廃している。
惑星ワグア
休戦後に地球連邦軍が駐留していた惑星。リンボスを常に監視しており、第18代YAMATOの騒動でセイレーン軍の動いた際にそれを感知し、休戦を破って軍事行動に出たと判断してミサイル攻撃を敢行した。

M33
宣伝ビデオで物語の舞台になると予告されている。地球からの距離250万光年。

## 用語
銀河100年戦争
24世紀末にモノポールが発見された惑星リンボスの採掘権を巡って、星歴2405年にM27球状星団にセイレーン連邦の艦隊が侵入したことで勃発した地球連邦とセイレーン連邦の戦争。その後、星歴2413年に両陣営がそれぞれ各方面でゴーダ文明の遺跡を発見し、出土する遺物の高度な技術を研究・独占を画策した結果、M27星団以外の宙域で地球・セイレーン両連邦の軍事衝突が発生。星歴2415年には銀河全体を巻き込む全面戦争へと発展する。
物量で勝る地球連邦と科学力で勝るセイレーン連邦は拮抗し、約100年もの長きに亘って戦争は続いた。
後に星歴2503年に休戦し、戦争の火種となったグリフォン恒星系のリンボス星にセイレーン軍が、同宙域のワグア星に地球連邦軍が駐留し、以降緊張状態が続いていた。
しかしリンボスでの第18代YAMATOの騒動の際に、異変を感知したワグア星の地球連邦軍がリンボスにミサイル攻撃を敢行。ブローネの謀略もあってリンボスは破壊されることになり、再び両陣営は戦闘状態に入る。
モノポール
ブローネが六分儀座C銀河で密集した状態で存在していたものを発見し、各種分野のエネルギー源として実用化させた物質。作中の設定では150億年前のビッグバンの作用で生じた素粒子で本来は1つの銀河系に1つの素粒子が存在するかどうかという希少な物質である。
銀河100年戦争は、ゴーダ文明の遺跡の争奪だけでなく、モノポールの争奪も原因となっている。
セイレーン側では管理しているモノポールに対し発生させることが可能なエネルギー量に応じて『レベル〇』（〇には1〜5の数字が入る。数字が大きいほど高性能）と言った等級付けを行っている。
モノポールエンジン
モノポールをエネルギー源とする機関。当機関より発生するエネルギー量および質は下記の波動エンジンより高性能である。
一方でエネルギー変換を行う際にエンジン内のモノポールに対し、真の真空からのインフレーションを促す起動装置が別個必要である。

波動エンジン
地球連邦艦艇の主機関であり、タキオン粒子から生じる波動エネルギーをエネルギー源とする。
第18代YAMATOには副機関兼モノポールエンジンの起動装置として搭載されており、主機関のモノポールエンジンと連動して高エネルギーを生成している。
次元運河
ロココ星に残されていたゴーダ文明の遺跡にある異次元航路。
星暦
劇中で用いられている紀年法。地球連邦結成時に西暦から年数を引き継ぐ形で制定された。

## スタッフ
- 企画・原作・製作総指揮：西崎義展
- フューチャーコンセプトデザイン：シド・ミード
- ヤマトオリジナルデザイン：松本零士
- 総監督：白土武 (1)
- チーフディレクター : 白土武 (2)
- 監督：西崎義展 (2)、影山楙倫 (3)
- 監修：舛田利雄
- 脚本：平野靖士、山本暎一、西崎義展
- 脚本プロデューサー・スーパーバイザー：山本暎一
- オリジナルキャラクターデザイン : 窪岡俊之、北爪宏幸 (2-3)
- キャラクターデザイン：窪岡俊之、つなきあき (2-3)、長野伸明 (2-3)、宇田川一彦 (3)
- メカニックデザイン：小林誠、竹内敦志、橋本敬史
- 作画監督：宇田川一彦、橋本敬史
- 美術監督：竹田悠介、高遠和茂
- 助監督 : 高山秀樹 (2)、小林誠 (3)
- シリーズ助監督：高山秀樹 (3)
- 作曲／編曲：デビッド・マシューズ
- 音楽監督：羽田健太郎
- 制作：スタジオ テイク・オフ (1)、STUDIO YAMATO (2-3)
- 製作・著作・発売：ボイジャーエンターテインメント
- 販売：バンダイビジュアル

## 主題歌
- 主題歌『All That I Need is You（アメシスのテーマ）』（歌：キャロリン・レンハート;Carolyn Leonhart）
- イメージソング
  - 『明日の君を守りたい 〜YAMATO2520〜』（作詞：工藤哲雄、作曲：都志見隆、編曲：白井良明、歌：TOKIO）
  - 『永遠の星座』（作詞：山田ひろし、作曲：住吉中、編曲：重実徹、歌：TOKIO）

## 各巻リスト
※括弧内の日付は発売日である。

### 宣伝用ビデオ
- 『ヤマト・我が心の不滅の艦（ふね）－宇宙戦艦ヤマト胎動篇－』（VHS・LD共に1994年2月21日）
  - 主に『新・宇宙戦艦ヤマト』の仮題で呼称されていた本作の製作風景やイメージ映像、ヤマトシリーズの旧作品を振り返りながらの西崎義展プロデューサーをはじめとする関係者へのインタビューのほか、当時企画されていた劇場映画作品『宇宙戦艦ヤマト復活編』の製作風景や関係者へのインタビューも収録されたドキュメンタリービデオ。
- Vol.0『銀河100年戦争』（VHS:1994年11月21日、LD:同年12月17日）
  - 1994年10月にニューヨークにて行われた劇中使用曲のレコーディング風景や、関係者へのインタビューなどが収録されたドキュメンタリービデオ。

### 本編
- Vol.1『明日への希望』（VHS：1995年2月21日、LD：同年3月25日）
- Vol.2『YAMATO発進!!』（VHS・LD共に1995年12月18日）
- Vol.3『戦闘』（VHS・LD共に1996年8月25日）
- Vol.4『古代遺跡の謎』（未発売）
- Vol.5『惑星宇宙船』（未発売）
- Vol.6『宇宙存亡の危機』（未発売）
- Vol.7『ビッグバン 最後の選択 』（未発売）

1997年に製作会社が倒産し、上記のビデオソフトはいずれも販売中止となった。なお、宇宙戦艦ヤマトシリーズ旧作品のビデオも同時に販売中止となったが、こちらの方は翌年以降再び発売され、今日でも購入可能である。

### サウンドトラック
- 「YAMATO 2520」 オリジナル・テーマ曲集 1
  - 一部楽曲はセルフアレンジVerを収録。本編同様、製作会社倒産に伴い以降のテーマ曲集は製作・販売中止。

1995年01月21日、 ソニー・ミュージックレコーズ、JAN：4988009311821
- YAMATO 2520 ORIGINAL SOUNDTRACK 
  - Vol.3までの本編使用曲をオリジナル音源で収録。

1996年03月21日、 ソニー・ミュージックレコーズ、JAN：4988009348728